# 一級方程式賽車賽季列表
一级方程式赛车（英語：Formula One，也叫Formula 1或者F1）是由国际汽车联盟（FIA）举办的最高级别的赛车比赛。 名称中的“方程式”是指所有参赛车手和车辆都必须遵守的规则。F1赛季包括一系列的比赛，这些通常被称为“大奖赛”（法語：Grands Prix）的赛事通常在专门修建的赛道上进行，有些情况下也在临时封闭的普通城市道路上举行。每场比赛的结果算入积分系统并以此确定两个年度世界冠军：一个给车手，另一个给车队。
自1950年一級方程式賽車的首個賽季起，便透過每場大獎賽的結果授予積分，頒發世界車手冠軍予整個賽季表現最傑出的車手。1958年起，世界車隊冠軍同樣基於每場大獎賽的積分系統，頒發給整個賽季最出色的車隊。車輛製造及引擎組裝的差異被認為是各家車隊參與錦標賽的主因。在1979年之前大部分的賽季中，車隊的積分只能藉由旗下所有車手在每一場比賽的最高分加總而計。目前，僅有十一個賽季出現車隊贏得世界冠軍，但旗下車手卻未取得該季車手冠軍的情況。

## 賽季列表
| 賽季   | 分站數 | 車手冠軍（所屬車隊）                       | 車隊冠軍          |
| ------ | ------ | ------------------------------------------ | ----------------- |
| 1950年 | 7      | 尼諾·法里纳（阿爾法·羅密歐）               | 未頒布            |
| 1951年 | 8      | 胡安·曼努埃爾·范吉奧（阿爾法·羅密歐）      | 未頒布            |
| 1952年 | 8      | 阿爾貝托·阿斯卡里（法拉利）                | 未頒布            |
| 1953年 | 9      | 阿爾貝托·阿斯卡里（法拉利）                | 未頒布            |
| 1954年 | 9      | 胡安·曼努埃爾·范吉奧（瑪莎拉蒂／梅賽德斯） | 未頒布            |
| 1955年 | 7      | 胡安·曼努埃爾·范吉奧（梅賽德斯）           | 未頒布            |
| 1956年 | 8      | 胡安·曼努埃爾·范吉奧（法拉利）             | 未頒布            |
| 1957年 | 8      | 胡安·曼努埃爾·范吉奧（瑪莎拉蒂）           | 未頒布            |
| 1958年 | 11     | 約翰·麥克·霍索恩（法拉利）                 | 范沃爾            |
| 1959年 | 9      | 傑克·布拉漢姆（庫珀）                      | 庫珀–頂點         |
| 1960年 | 10     | 傑克·布拉漢姆（庫珀）                      | 庫珀–頂點         |
| 1961年 | 8      | 菲爾·希爾（法拉利）                        | 法拉利            |
| 1962年 | 9      | 格拉漢姆·希爾（BRM）                       | BRM               |
| 1963年 | 10     | 吉姆·克拉克（蓮花）                        | 蓮花–頂點         |
| 1964年 | 10     | 約翰·蘇爾特斯（法拉利）                    | 法拉利            |
| 1965年 | 10     | 吉姆·克拉克（蓮花）                        | 蓮花–頂點         |
| 1966年 | 9      | 傑克·布拉漢姆（布拉漢姆）                  | 布拉漢姆–雷普科   |
| 1967年 | 11     | 丹尼·哈默（布拉漢姆）                      | 布拉漢姆–雷普科   |
| 1968年 | 12     | 格拉漢姆·希爾（蓮花）                      | 蓮花–福特         |
| 1969年 | 11     | 傑奇·史都華（泰瑞爾）                      | 馬特拉–福特       |
| 1970年 | 13     | 約亨·林特（蓮花）                          | 蓮花–福特         |
| 1971年 | 11     | 傑奇·史都華（泰瑞爾）                      | 泰瑞爾–福特       |
| 1972年 | 12     | 埃默森·菲蒂帕爾迪（蓮花）                  | 蓮花–福特         |
| 1973年 | 15     | 傑奇·史都華（泰瑞爾）                      | 蓮花–福特         |
| 1974年 | 15     | 埃默森·菲蒂帕爾迪（麥拉倫）                | 麥拉倫–福特       |
| 1975年 | 14     | 尼基·勞達（法拉利）                        | 法拉利            |
| 1976年 | 16     | 詹姆斯·亨特（麥拉倫）                      | 法拉利            |
| 1977年 | 17     | 尼基·勞達（法拉利）                        | 法拉利            |
| 1978年 | 16     | 馬里奧·安德烈蒂（蓮花）                    | 蓮花–福特         |
| 1979年 | 15     | 朱迪·謝克特（法拉利）                      | 法拉利            |
| 1980年 | 14     | 阿蘭·瓊斯（威廉斯）                        | 威廉斯–福特       |
| 1981年 | 15     | 尼爾森·畢奇（布拉漢姆）                    | 威廉斯–福特       |
| 1982年 | 16     | 柯克·羅斯堡（威廉斯）                      | 法拉利            |
| 1983年 | 15     | 尼爾森·畢奇（布拉漢姆）                    | 法拉利            |
| 1984年 | 16     | 尼基·勞達（麥拉倫）                        | 麥拉倫–TAG        |
| 1985年 | 16     | 亞倫·保魯斯（麥拉倫）                      | 麥拉倫–TAG        |
| 1986年 | 16     | 亞倫·保魯斯（麥拉倫）                      | 威廉斯–本田       |
| 1987年 | 16     | 尼爾森·畢奇（威廉斯）                      | 威廉斯–本田       |
| 1988年 | 16     | 艾爾頓·冼拿（麥拉倫）                      | 麥拉倫–本田       |
| 1989年 | 16     | 亞倫·保魯斯（麥拉倫）                      | 麥拉倫–本田       |
| 1990年 | 16     | 艾爾頓·冼拿（麥拉倫）                      | 麥拉倫–本田       |
| 1991年 | 16     | 艾爾頓·冼拿（麥拉倫）                      | 麥拉倫–本田       |
| 1992年 | 16     | 奈傑爾·曼塞爾（威廉斯）                    | 威廉斯–雷諾       |
| 1993年 | 16     | 亞倫·保魯斯（威廉斯）                      | 威廉斯–雷諾       |
| 1994年 | 16     | 麥可·舒馬克（班尼頓）                      | 威廉斯–雷諾       |
| 1995年 | 17     | 麥可·舒馬克（班尼頓）                      | 班尼頓–雷諾       |
| 1996年 | 16     | 戴蒙·希爾（威廉斯）                        | 威廉斯–雷諾       |
| 1997年 | 17     | 傑克·維倫紐夫（威廉斯）                    | 威廉斯–雷諾       |
| 1998年 | 16     | 米卡·海基寧（麥拉倫）                      | 麥拉倫–梅賽德斯   |
| 1999年 | 16     | 米卡·海基寧（麥拉倫）                      | 法拉利            |
| 2000年 | 17     | 麥可·舒馬克（法拉利）                      | 法拉利            |
| 2001年 | 17     | 麥可·舒馬克（法拉利）                      | 法拉利            |
| 2002年 | 17     | 麥可·舒馬克（法拉利）                      | 法拉利            |
| 2003年 | 16     | 麥可·舒馬克（法拉利）                      | 法拉利            |
| 2004年 | 18     | 麥可·舒馬克（法拉利）                      | 法拉利            |
| 2005年 | 19     | 費爾南多·阿隆索（雷諾）                    | 雷諾              |
| 2006年 | 18     | 費爾南多·阿隆索（雷諾）                    | 雷諾              |
| 2007年 | 17     | 奇米·雷克南（法拉利）                      | 法拉利            |
| 2008年 | 18     | 路易斯·漢米爾頓（麥拉倫）                  | 法拉利            |
| 2009年 | 17     | 詹森·巴頓（布朗）                          | 布朗–梅賽德斯     |
| 2010年 | 19     | 賽巴斯蒂安·維特爾（紅牛）                  | 紅牛–雷諾         |
| 2011年 | 19     | 賽巴斯蒂安·維特爾（紅牛）                  | 紅牛–雷諾         |
| 2012年 | 20     | 賽巴斯蒂安·維特爾（紅牛）                  | 紅牛–雷諾         |
| 2013年 | 19     | 賽巴斯蒂安·維特爾（紅牛）                  | 紅牛–雷諾         |
| 2014年 | 19     | 路易斯·漢米爾頓（梅賽德斯）                | 梅賽德斯          |
| 2015年 | 19     | 路易斯·漢米爾頓（梅賽德斯）                | 梅賽德斯          |
| 2016年 | 21     | 尼可·羅斯堡（梅賽德斯）                    | 梅賽德斯          |
| 2017年 | 20     | 路易斯·漢米爾頓（梅賽德斯）                | 梅賽德斯          |
| 2018年 | 21     | 路易斯·漢米爾頓（梅賽德斯）                | 梅賽德斯          |
| 2019年 | 21     | 路易斯·漢米爾頓（梅賽德斯）                | 梅賽德斯          |
| 2020年 | 17     | 路易斯·漢米爾頓（梅賽德斯）                | 梅賽德斯          |
| 2021年 | 22     | 馬克斯·維斯塔潘（红牛）                    | 梅賽德斯          |
| 2022年 | 22     | 馬克斯·維斯塔潘（红牛）                    | 紅牛–紅牛動力     |
| 2023年 | 22     | 馬克斯·維斯塔潘（红牛）                    | 紅牛–本田紅牛動力 |
| 2023年 | 24     | 馬克斯·維斯塔潘（红牛）                    | 麥拉倫–梅賽德斯   |

1. ↑  . Fédération Internationale de l'Automobile (FIA).   [31 October 2008]. （原始内容存档于2012-11-15）.
2. ↑  . Fédération Internationale de l'Automobile (FIA). 14 October 2004  [30 October 2008]. （原始内容存档于2007-11-15）.
3. 1 2  Budzinski, Oliver; Feddersen, Arne.  (PDF). Ilmenau Economics Discussion Papers. March 2019, 25 (121): 5, 7  [28 February 2021]. ISSN 0949-3859. （原始内容存档 (PDF)于7 March 2020） –EconStor.
4. ↑  Holding, Joe. . Autosport. 6 February 2021  [12 February 2021]. （原始内容存档于6 February 2021）.